# Misraq Hararghe
Misraq Hararghe är en zon i Etiopien.   Den ligger i regionen Oromia, i den centrala delen av landet, 400 km öster om huvudstaden Addis Abeba. Antalet invånare är 2 723 850.